# Lexi & Lottie – Detektive im Doppelpack
Lexi & Lottie – Detektive im Doppelpack ist eine australische Zeichentrickserie, die 2016 bis 2017 produziert wurde. Zielgruppe sind Kinder im Grundschulalter.

## Handlung
Die eineiigen 12-jährigen Zwillinge Lexi und Lottie sind als Detektivinnen aktiv. Ihre äußerliche Ähnlichkeit erleichtert es ihnen, Verbrechen in der Kleinstadt Appelheim aufzuklären. Zur Seite stehen ihnen der Journalist Fred und ihr Opa. Neben der Arbeit als Detektivinnen müssen sie sich auch vielen Herausforderungen in ihrem Alltag stellen.

## Produktion und Veröffentlichung
Die Serie wird seit 2017 in Australien produziert, bisher entstanden 26 Folgen. Für die Produktion ist SLR Productions zuständig. Weltweit wird die Serie durch ZDF Enterprises vertrieben.
Erstmals wurde die Serie am 26. November 2016 in Australien ausgestrahlt. Die deutsche Erstausstrahlung fand am 24. Juli 2017 auf Super RTL statt. Weitere Ausstrahlungen erfolgten auf Toggo plus.

## Episodenliste
| Folgen-Nr. | Deutscher Titel                             | Englischer Titel                | Deutsche Erstausstrahlung |
| 1          | Tigerbaby gesucht                           | Here Kitty Kitty                | 24. Juli 2017             |
| 2          | Gorilla Camilla und die gestohlenen Gemälde | Art For Art’s Sake              | 25. Juli 2017             |
| 3          | Das Rätsel der gestohlenen Geige            | Case Of The Missing Case        | 26. Juli 2017             |
| 4          | Ein Schwein für Auguste                     | Pig On The Lam                  | 27. Juli 2017             |
| 5          | Sammy, die Schildkröte                      | Tammy The Turtle                | 28. Juli 2017             |
| 6          | Die Pandaverwechslung                       | Panda-Monium                    | 31. Juli 2017             |
| 7          | Hühnerwirrwarr                              | Fowl Play                       | 1. August 2017            |
| 8          | Der Hermelinedieb                           | Hoodwinked!                     | 2. August 2017            |
| 9          | Wo ist Charlie?                             | Where’s Charlie?                | 3. August 2017            |
| 10         | Die verschwundenen Haustiere                | Double Trouble                  | 4. August 2017            |
| 11         | Der große Diamantenraub                     | Great Diamond Heist             | 7. August 2017            |
| 12         | Kleider machen Beute                        | A Crime Of Fashion              | 8. August 2017            |
| 13         | Kunstliebe                                  | Art Attack                      | 9. August 2017            |
| 14         | In die Wolle geraten                        | Pull The Wool                   | 10. August 2017           |
| 15         | Die gefälschten Stofftiere                  | Spike The Hedgehog              | 11. August 2017           |
| 16         | Der gestohlene Pelzmantel                   | Fur Enough                      | 14. August 2017           |
| 17         | Begegnungen der dritten Art                 | Messages In The Snow            | 15. August 2017           |
| 18         | Das Elefantengemälde                        | Savanah The Elephant            | 16. August 2017           |
| 19         | Dieb im Gruselholzwald!                     | Screech In The Night            | 17. August 2017           |
| 20         | Schlange entwischt!                         | Appleton Fair Day               | 18. August 2017           |
| 21         | Füttern verboten!                           | Caramel & Peanut Butter         | 21. August 2017           |
| 22         | Schwein gehabt!                             | Boar Necessities                | 22. August 2017           |
| 23         | Das Schwert des Archibald Appelheim         | The Appleton Swordsman          | 23. August 2017           |
| 24         | Der Meisterkoch-Wettbewerb                  | The Samfire And Seaweed Scandal | 24. August 2017           |
| 25         | Einbrecherin auf Samtpfoten                 | The Appleton Cat Burglar        | 25. August 2017           |
| 26         | Tierpark in Gefahr                          | Game Of Drones                  | 25. August 2017           |

## Synchronisation
| Rolle  | Originalstimme   | Deutscher Sprecher    |
| ------ | ---------------- | --------------------- |
| Lexi   | Sheena May       | Elise Eikermann       |
| Lottie | Charlie Haye     | Sophie Lechtenbrink   |
| Dad    | Alex Babbic      | Oliver Hörner         |
| Fred   | Nigel Pilkington | Tobias Diakow         |
| Mom    | Josie Taylor     | Kristina von Weltzien |
| Opa    | Alex Babbic      | Michael Bideller      |
| Sam    |                  | Brian Sommer          |
| Andrea |                  | Nina Witt             |
| Hannes |                  | Christopher Groß      |